# Smrdan (miasto Leskovac)
Smrdan (cyr. Смрдан) – wieś w Serbii, w okręgu jablanickim, w mieście Leskovac. W 2011 roku liczyła 120 mieszkańców.